# Rivière des Castors (rivière Noire)
Pour les articles homonymes, voir Castor.
La rivière des Castors (anglais : Beaver River) est un affluent de la rivière Noire (rivière Daaquam), coulant entièrement dans la municipalité de Saint-Magloire, dans la municipalité régionale de comté (MRC) Les Etchemins, dans la région administrative de Chaudière-Appalaches, au sud du Québec, au Canada.
La rivière des Castors coule surtout en zones forestières et quelques zones agricoles. Son cours passe au sud du hameau de Ménard, situé sur la rive nord-est de la rivière Noire (rivière Daaquam), dans Saint-Magloire.
Le bassin versant de la rivière des Castors est situé entre le rang Saint-Charles Sud et le rang Sainte-Marie.

## Géographie
La « rivière des Castors » constitue la continuité du « ruisseau des Petits Étangs » (venant du sud-ouest). Ce dernier coule sur 4,4 km vers l’est et le nord-est dans Sainte-Sabine en contournant la montagne « Le Bonnet » dont le sommet atteint 680 m.
La « rivière des Castors » prend sa source à :
- 140 m au nord-est de la limite de Sainte-Sabine et de Saint-Magloire ;
- 1,0 km au nord-ouest du rang Saint-Charles Sud.

À partir de sa source, la « rivière des Castors » coule sur 7,1 km, selon les segments suivants :
- 1,3 km vers le sud-est dans Saint-Magloire, jusqu’au rang Saint-Charles Sud ;
- 5,3 km vers le nord-est, jusqu’à la route 281 qu’elle coupe à 4,6 km au sud-est du village de Saint-Magloire ;
- 0,5 km vers le nord-est jusqu’à la confluence de la rivière[2].

La « rivière des Castors » se déverse sur la rive sud-ouest de la rivière Noire (rivière Daaquam). Cette confluence est située à :
- 1,4 km au sud-est du centre du village de Ménard ;
- à une centaine de mètres au sud-est du pont du rang Saint-Joseph ;
- 6,2 km au nord-ouest du centre du village de Saint-Camille-de-Lellis.

À partir de la confluence de la rivière des Castors, la rivière Noire coule vers le sud-est jusqu’à la rive nord de la rivière Daaquam. Le courant de la rivière Daaquam coule vers le nord-est jusqu'à la rivière Saint-Jean Nord-Ouest laquelle coule vers l'est jusqu'au fleuve Saint-Jean. Ce dernier coule vers l'est et le nord-est en traversant le Maine, puis vers l'est et le sud-est en traversant le Nouveau-Brunswick.

## Toponymie
Le castor est l'emblème du Canada. Le nom de cet animal emblématique est utilisé dans 471 toponymes québécois, selon la "Banque de noms de lieux" de la Commission de toponymie du Québec. Le castor est un rongeur très actif dont la fourrure a longtemps servi à la fabrication de vêtements et pour autres usages.
Le toponyme rivière des Castors a été officialisé le 21 août 1986 à la Commission de toponymie du Québec. La rivière portait officiellement le nom de Petite rivière Blanche avant 1986 bien que certaines cartes indiquaient la rivière sous son nom actuel.

## Liste des ponts
| Traverses   | Photo | Municipalité(s) | Année de construction | Route                  | Longueur | Type de pont                  |
| ----------- | ----- | --------------- | --------------------- | ---------------------- | -------- | ----------------------------- |
| Ponceau     |       | Saint-Magloire  |                       | Rang Saint-Charles Sud |          |                               |
| Pont P01018 |       | Saint-Magloire  | 1959                  | Route 281              | 12,2 m   | Pont à portique en béton armé |